# 도송중학교
도송중학교(道松中學校)는 대한민국 경상북도 구미시 도량동에 있는 공립 중학교이다.

## 학교 연혁
- 2000년 3월 1일 : 도송공립중학교 12학급 설립인가
- 2004년 11월 15일 : 청솔도서관 개관식
- 2005년 4월 30일 : 다목적 강당 & 체육관 증축
- 2008년 12월 4일 : 볼링부 창단
- 2013년 3월 1일 : 교육복지 우선 지원 사업 학교
- 2014년 2월 6일 : 경상북도교육청 명품교육기관 인증
- 2024년 2월 8일 : 제22회 졸업식 254명 졸업(총 8,548명)
- 2024년 3월 1일 : 제12대 이경호 교장 취임
- 2024년 3월 4일 : 제25회 입학식 260명 입학

## 참고 자료
- 도송중학교 - 한국교육학술정보원 학교알리미